# 阿倍古美奈
阿倍 古美奈（あべ の こみな、生年不詳 - 延暦3年10月28日（784年12月14日））は、奈良時代の女官。尚侍兼尚蔵。姓は安倍、名は子美奈、古弥奈とも記される。中務大輔阿倍粳蟲の娘。内大臣・藤原良継の室。桓武天皇皇后藤原乙牟漏の生母。姓は朝臣。官位は従三位・尚藏兼尚侍（贈正一位）。

## 生涯
宝亀6年（775年）8月、正五位上から従四位下となる。その後、順調に昇進し、宝亀10年（779年）11月、正四位下、天応元年（781年）11月、正四位上、続けて従三位を授けられている。いつ尚侍と尚蔵に任官されたのかは不明であるが、天応元年3月に尚侍兼尚蔵・大野仲仟が、翌2年（782年）4月に尚侍・藤原百能が没しているので、その後任として任じられたと思われる。延暦3年（784年）薨去した際の官位は、尚侍兼尚蔵・従三位。朝廷は左大弁兼皇后宮大夫の佐伯今毛人と散位の当麻永嗣・松井浄山らを遣わして、喪事を監護させている。その後、従一位を追贈されたとあり、大同元年（806年）6月には、平城天皇の即位に際し、外祖母の故をもって、夫の藤原良継とともに正一位を贈られている。

## 官歴
『六国史』による
- 時期不詳：正五位上
- 宝亀6年（775年）8月15日：従四位下
- 宝亀10年（779年）11月2日：正四位下
- 時期不詳：尚藏
- 天応元年（781年）11月16日：正四位上。同月20日：従三位
- 時期不詳：尚侍
- 延暦3年（784年）10月28日：薨去
- 延暦9年（790年）閏3月28日以前：贈従一位
- 大同元年（806年）6月9日：贈正一位